# Palindromické číslo

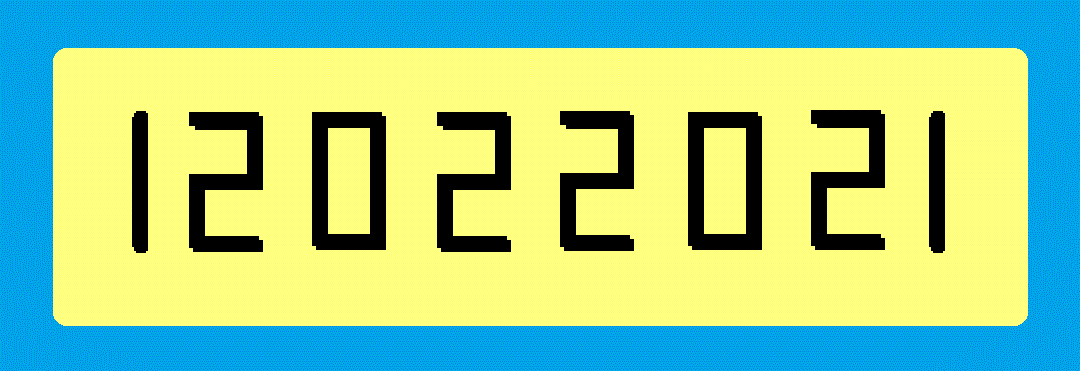
Příklad palindromického čísla: 12 022 021

Palindromické číslo je „symetrické“ číslo. Jeho hodnota se nezmění, pokud jeho číslice napíšeme v opačném pořadí.
Nejjednodušší příklady jsou např. 11, 22, 3333; dále např. 121, 12321, 5478745, apod.
Palindromická čísla vzbuzují největší pozornost především v oblasti rekreační matematiky. Příklady čísel, která mají nějakou známou vlastnost a přitom jsou palindromická:
- palindromická prvočísla – 2, 3, 5, 7, 11, 101, 131, 151 …[1]
- palindromické druhé mocniny – 0, 1, 4, 9, 121, 484, 676, 10201, 12321 …[2]

Pokud vezmeme libovolné číslo a přičteme k němu jeho zrcadlový obraz (stejné číslo napsané v opačném pořadí) a tuto operaci (nazývanou anglické literatuře jako 196-Algorithm) budeme stále opakovat, získáme velmi často po konečném počtu opakování palindromické číslo. Existují však čísla, u nichž se neví, zda se po konečném počtu opakování algoritmu lze k palindromickému číslu dostat. Příkladem jsou čísla 196 (podle nějž se algoritmus nazývá), 295, 394, 493, 592, 691, a mnoho dalších.
Počet opakování algoritmu k získání palindromického čísla může být např.
- 18 + 81 = 99

1
- 39 + 93 = 132; 132 + 231 = 363

2
- 68 + 86 = 154; 154 + 451 = 605; 605 + 506 = 1111

3
- 89 + 98 = 187; 187 + 781 = 968; …; 1801200002107 + 7012000021081 = 8813200023188

∞ (?)
- 196 + 691 = 887; 887 + 788 = 1675; 1675 + 5761 = 7436; 7436 + 6347 = 13783; 13783 + 38731 = 52514; 52514 + 41525 = 94039; 94039 + 93049 = 187088; 187088 + 880781 = 1067869; …

## Palindromické datumy
Za zvláštní příklad palindromických čísel můžeme považovat palindromické datumy. Takovým dnům pak někteří lidé mohou přikládat zvláštní význam.
Příklady:
- 01. 01. 1010
- 11. 11. 1111
- 13. 01. 1031
- 20. 02. 2002
- 21. 02. 2012
- 02. 02. 2020
- 12. 02. 2021
- 22. 02. 2022
- 03. 02. 2030
- 13. 02. 2031
- 23. 02. 2032
- 04. 02. 2040
- 14. 02. 2041
- 24. 02. 2042

… atd.